# Новый монетаризм
Новый монетаризм (англ. New Monetarism, New Monetarist Economics, New Monetarist Approach) — направление макроэкономической теории (классического или «старого» монетаризма), в центре которого лежит моделирование несовершенств обмена денег и товаров. Новый монетаризм находится на пересечении макроэкономики и микроэкономики, его основу составляют инструменты теории поиска, теории игр, теории переговоров и теории дизайна экономических механизмов.
Новый монетаризм как самостоятельное направление сформировался в 2005—2010 годах. Его разработчиками стали академические исследователи ФРС США, прежде всего, Стивен Уильямсон и Рэндалл Райт. Кроме того, отдельные идеи были предложены профессором Нью-Йоркского университета Рикардо Лагосом, ранее проводившим исследования в Федеральном резервном банке Миннеаполиса, и профессором Калифорнийского университета Гийомом Рошето, работавшем в Федеральном резервном банке Кливленда.

## Происхождение нового монетаризма
Истоки нового монетаризма прослеживаются в конференциях по теме моделей монетарной экономики, проводимых в Федеральном резервном банке Миннеаполиса в конце 1970-х годов. Название теории отражает как наследование идей «старого» монетаризма, так и введение в теорию ряд микроэкономических новаций. Новый монетаризм сохранил приверженность поздним монетаристским моделям 1980-х годов, включая модель пересекающихся (перекрывающихся) поколений и расширения модели общего равновесия с включением в них в явной форме переменной денег.
Теоретические основы для новой теории подготовил Нил Уоллес из Университета штата Пенсильвания, который в молодости подготовил диссертацию под руководством Милтона Фридмана, а в последующем, в свою очередь, выступил научным руководителем для Рэндалла Райта. В соавторстве с коллегами из ФРС США у него вышло большое число работ, включая «неприятную монетаристскую арифметику», исследования о роли налогово-бюджетной политики при проведении денежно-кредитной политики, интеграции монетаризма с теорией финансов и государственного сектора.
Главной отличительной чертой нового монетаризма является моделирование микроэкономических основ денег, описывающих их обмен на товары. Кроме того, новый монетаризм предстает как интегральная теория. Микроэкономические основы денег внедряются в смежные научные области: банковское дело (модель Даймонда-Дибвига) и финансовое посредничество (модель делегирования мониторинга финансового положения заемщика, в котором финансовый посредник является эндогенным феноменом).
Новый монетаризм также породил самостоятельное теоретическое направление, представленное моделями платежей. По ним изучаются платежные и клиринговые системы, в которых участвуют банки и центральный банк. Особое внимание в монетаристской теории платежей уделено роли кредитов центрального банка в урегулировании клиринговых и платежных обязательств, а также системному риску, который возникает в платежных системах в результате внутридневного кредитования.

## Принципы нового монетаризма
Новые монетаристы отвергают взгляд, согласно которому экономические агенты хранят деньги только потому, что они учитываются в функции полезности или производственной функции. Напротив, деньги играют самостоятельную, а не вспомогательную роль, поскольку владение деньгами позволяет преодолеть несовершенства, мешающие обмену. Для введения денег как инструмента обмена новый монетаризм опирается на микроэкономическую теорию поиска. Ее модели предполагают, что заключение сделки зависит от того, встретятся ли агенты друг с другом (найдет ли продавец покупателя, который захочет купить его товар, и наоборот). Деньги необходимы, поскольку благодаря им находится подходящий контрагент. Кроме того, деньги и их субституты в форме ликвидных финансовых активов играют ключевую роль в банковском секторе. Новый монетаризм воспользовался ранее разработанными микроэкономическими моделями банков и финансового посредничества, основанные на теории информации.
Новый монетаризм основан на нескольких принципах:
- макроэкономический и монетарный анализ должны основываться на микроэкономическом обосновании, что предполагает наличие реалистичной и внутренне непротиворечивой теории (в качестве подручных инструментов выступают теория общего равновесия, теория поиска, теория информации и теория игр);
- деньги играют решающую роль: чтобы понимать денежный феномен и денежно-кредитную политику нужно использовать модели, в которых деньги вводятся в явной и непримитивной форме для решения проблем несовершенств рынка;
- финансовые посредники также играют важную роль: хотя финансовые обязательства банков и наличные деньги выполняют функцию средства обращения, обе категории не являются идентичными;
- при моделировании несовершенств рынков, которые преодолеваются посредством денег и финансовых посредников, необходимо использовать такую абстракцию и интерпретацию, которые не мешают получать правдоподобные ответы на поставленные вопросы, предпочтение отдается простым моделям;
- ни одна модель не может быть универсальной для решения каждой экономической задачи, необходимо иметь класс моделей, использующий схожие предположения и инструментальные средства для решения множества задач.

## Номинальные жёсткости как несовершенства обмена денег и товаров
Новый монетаризм делает ставку на правдоподобность и непротиворечивость своих моделей, что, на взгляд его сторонников, должно отличать теорию от кейнсианского направления. Краеугольным камнем для «нового» монетаризма является концепция номинальных жёсткостей как в ценообразовании, так и в формировании заработных плат. Модели ценообразования Кальво или жесткой информации Мэнкью и Рейса кажутся ими далекими от реальности. Новые монетаристы отказываются их воспринимать как микроэкономическое обоснование, поскольку номинальные жёсткости для них не являются самостоятельным явлением, они лишь отражение проблем обмена денег и товаров. Номинальные жёсткости — это проявление несовершенств механизма обмена, они не являются постоянной характеристикой поведения экономических агентов, их можно обойти, изменив механизмы обмена. Новые монетаристы предлагают свои модели, которые описывают несовершенства обмена и их возможные решения. В частности, введение в модель элементов теории поиска превращает номинальную жесткость из заданного допущения в эндогенный результат взаимодействия агентов.

## Модели нового монетаризма
Модели нового монетаризма прошли три этапа развития. Так называемые модели первого поколения, датируемые 1980-и годами, опирались на набор упрощений, включая неделимость денег и товаров, а также случайные двухсторонние сделки между экономическими агентами. Это позволяло исследователям сосредоточиться на механизме обмена, обходя вниманием условия торговли. Вывод первых моделей состоял в том, что в сравнении с бартером институт денег обеспечивает определенные преимущества. Они позволяют достигать равновесия, более высокого уровня благосостояния по отношению к бартерной экономике и способствуют специализации экономических агентов.  Главная заслуга первых моделей – описание торговли с использованием денег. Как иронично высказываются новые монетаристы, у них «экономические агенты торгуют друг с другом, а не только против бюджетного ограничения».
В середине 1990-х годов. появились модели второго поколения, в которых товары являются делимыми и несохраняемыми, а деньги остаются неделимыми. Их первыми разработчиками выступили Альберто Трехос из Института экономического анализа Барселоны и Рэндалл Райт из Федерального резервного банка Миннеаполиса. Достижением моделей второго поколения считается моделирование условий торговли, в которых цены стали эндогенными, а также моделирование торговых переговоров при заключении сделки.
Монетарные модели третьего поколения 2000-х годов рассматривают и товары, и деньги как несохраняемые и делимые. Кроме того, в моделях появляются активы, распределение которых может задаваться эндогенным образом. Классической моделью третьего поколения является разработка Рикардо Лагоса и Рэндалла Райта. Их достижением считается механизм ценообразования невальрасовского типа, обоснованного на микроэкономическом уровне. Значимость денег проистекает из сосуществования бартера и денежного обращения, а также разделения экономики на централизованный (без проблем обмена, например, институт семьи) и децентрализованный рынки (проблемы с поиском и обменом). Введение в моделирование централизованных/децентрализованных рынков позволяет добавлять элементы, которые трудно описываются в моделях поиска, такие как капитал и рынок труда, налогово-бюджетная политика и т.д. Как полагают новые монетаристы, модели третьего поколения приближаются к реалистичному описанию экономической деятельности. Предложенный подход позволяет сформулировать альтернативный кейнсианскому механизм номинальных жёсткостей, которые являются не исходным допущением, а эндогенным результатом моделирования.
Обзор моделей нового монетаризма можно найти в сборниках работ по итогам научных конференций.

## Известные экономисты нового монетаризма
- Кочерлакота, Нараяана
- Лагос, Рикардо
- Рошето, Гийом
- Райт, Рэндалл[англ.]
- Трехос, Альберто
- Уильямсон, Стивен
- Уоллес, Нил[англ.]